# Astyanax longirhinus
Astyanax longirhinus är en fiskart som beskrevs av Julio C. Garavello och Sampaio 2010. Astyanax longirhinus ingår i släktet Astyanax och familjen Characidae. Inga underarter finns listade.